# مرشدي (اسم)
مرشدي هو اسم علم مذكر من أصل عربي، ومعناه هو منسوب إلى «مرشد» وهو الهادي.

## وصلات خارجية
- موسوعة السلطان قابوس لأسماء العرب